# Фукухаку-кай

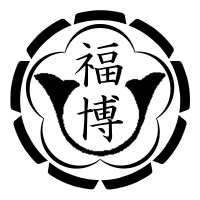
Даймон Фукухаку-кай

Фукухаку-кай (яп. 福博会) — преступная группировка в японской мафии якудза, базирующаяся в префектуре Фукуока Фукухаку-кай насчитывает около от 280 до 360 активных членов), и обладает офисами в 3 различных префектурах  Японии. Штаб-квартира же группировки располагается в районе Хаката-ку города Фукуока.

## История
Фукухаку-кай был зарегистрирован как «указанная группа якудза» согласно Закону о контрмерах по отношению к организованной преступности в 2000 году.

## Состояние
Фукухаку-кай — одна из 5 независимых «указанных групп якудза», базирующихся в префектуре Фукуока, остальные: Кудо-кай, Тайсю-кай, Додзин-кай и Кюсю-Сэйдо-кай. Эти группировки, расположенные на севере острова Кюсю, за исключением Кюсю-Сэйдо-кай, образовали враждебную Ямагути-гуми братскую федерацию, известную как Ёнса-кай. Фукухаку-кай же никогда не был членом этого объединения, однако имел по крайней мере один конфликт с Ямагути-гуми с применением огнестрельного оружия (в 2004 году).

## Территория

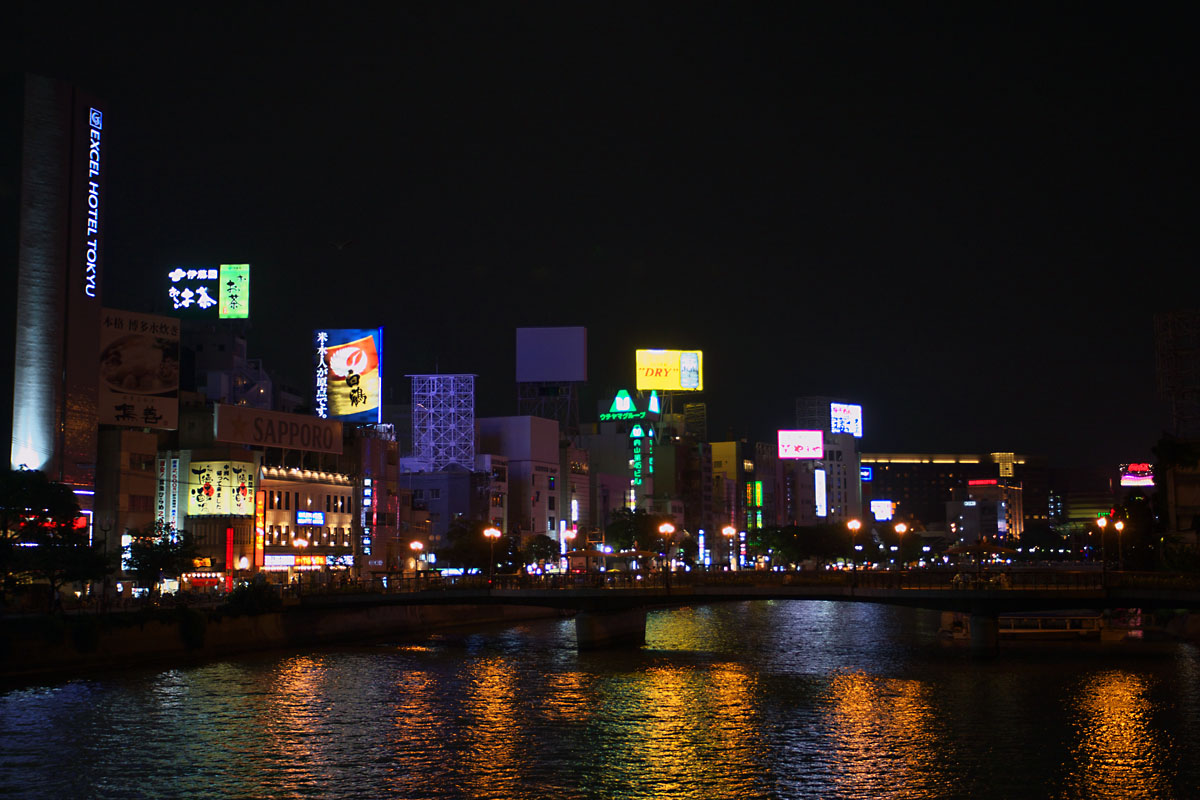
Накасу

Фукухаку-кай соперничал с 4 различными филиалами Ямагути-гуми за контроль над Накасу, крупнейшего «квартала красных фонарей» на всём острове Кюсю, а также конфликтовал с группировками Додзин-кай и Кудо-кай за ту же территорию.